# Сахалинская колюшка
Сахалинская колюшка, или короткошипая девятииглая колюшка (Pungitius tymensis), — вид лучепёрых рыб семейства колюшковых. Пресноводная бентопелагическая рыба длиной до 7,0 см. Эндемик островов Хоккайдо и Сахалин.